# ローンダミス
ローンダミス（生年不詳）は、日本のテーブルトークRPG、ソード・ワールドRPGシリーズに登場するキャラクター。アレクラスト大陸中原地方の王国オーファンの近衛騎士隊長を務める。

## 人物像
かつては冒険者であり、オーファン王国の武芸大会の決勝戦に乱入して優勝者を打ち倒し、大陸最強の戦士であるオーファン国王リジャールに挑戦した。しかしながら、リジャールの奇策の前に一撃で敗北し、狼藉者として捕らえられしばらく投獄された後、オーファンの騎士として仕官した。
その後リジャール王の領土拡大戦争に何度も従軍し、魔女と呼ばれる女魔術師ラヴェルナのアレクラスト大陸探索の旅にも同行、経験を重ねて大陸有数の戦士に成長し（同程度の剣技を持つ者はアーチボルト・アーウィン・ウィムジーなどごく少ない）、近衛騎士団長に昇進する。のちラヴェルナと結婚し、ラヴェルナの宮廷魔術師就任後はオーファンの重鎮として「岩と氷の夫婦」と呼ばれることになる。

## 性格
オーファンの宮廷においては重臣として己を抑えているが、本来極めて血気盛んな人物であり、新ソード・ワールドRPGリプレイの最終巻で登場した際にはその一端をのぞかせた。

## 関係者
主君
- リジャール-オーファン建国王。ある意味、剣技の師匠でもある。

家族
- ラヴェルナ・ルーシェン-オーファンの宮廷魔術師。ローンダミスの妻。

同僚
- ネフェル-オーファン鉄の槍騎士団長。リウイ支持派のトップであり、高い指導力で主力部隊と自派を纏め上げている。
- ディーター-オーファン銀の弓騎士団長。
- アトレー

部下
- 特務部隊隊長-ロマール王国の軍師ルキアルの策謀を追っていた。バブリーズに手もなく捻られる。

## 註
1. ↑  アーチーがローンダミスを意識していることはバブリーズの登場するリプレイ、小説などでよく語られる。バブリーズの噂がオーファンに届いていることは魔法戦士リウイシリーズにおいて確認でき、当然その逆もありえると考えられる。